# The Libertarian Forum

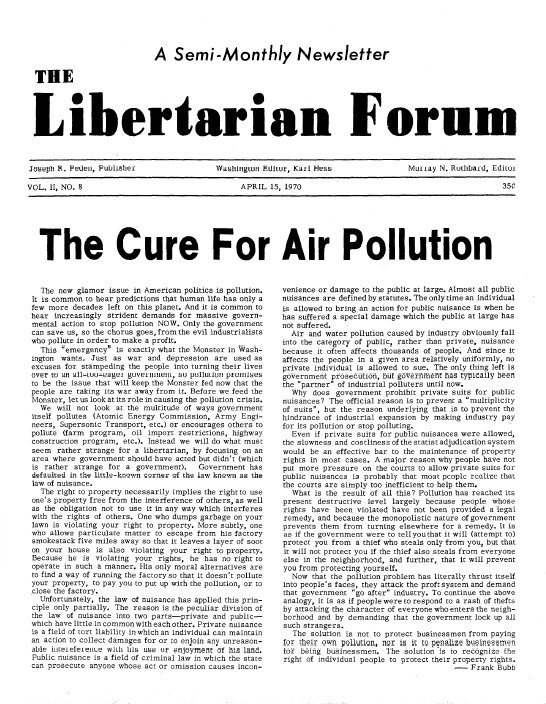
Portada de "The Libertarian Forum" de 1970.

Libertarian Forum (Foro Libertario) fue un periódico anarquista de mercado, publicado casi quincenalmente desde 1969 hasta 1984. Su principal autor fue Murray Rothbard, que era editor, junto con Karl Hess. Actualmente todos sus números se encuentran disponibles en el libro recopilatorio The Complete Libertarian Forum 1969-1984.

## Historia
"The Libertarian Forum" fue creado en 1969 después de la desaparición del periódico Left and Right. El enfoque de la revista es de "contribuciones teóricas de fondo, comentarios sobre política, detalles y argumentos de las controversias dentro del movimiento liberal-libertario, y las previsiones sobre el futuro de la libertad." El editor original era Joseph R. Peden. El periódico publicó varios ensayos por partes. Era principalmente un periódico promotor del anarcocapitalismo.
Originalmente titulado "The Libertarian", que fue rebautizado como Libertarian Forum en la sexta edición. Según la publicación:

Después de que se ha puesto en marcha El Libertario, descubrimos que un periódico mensual mimeografiado con el mismo nombre que emana de Nueva Jersey ha venido siendo publicando desde hace varios años. Para evitar la confusión con esta publicación, se cambio nuestro nombre a El Foro Libertario; cambio en que no se incluye la política o formato.

## Libro
En 2006, una edición de dos volúmenes, titulado "El Foro Libertario completo 1969-1984", se publicó (ISBN 1-933550-02-3) por el Instituto Ludwig von Mises.